# Петраковський Анатолій Йосипович
Петрако́вський Анато́лій Йо́сипович (28 грудня 1901, село Нижня Сафронівка, Новоодеський район, Миколаївська область, Україна — 3 вересня 1969, Ростов-на-Дону) — Генерал-майор ЗС СРСР, Герой Радянського Союзу, учасник Радянсько-фінської війни та німецько-радянської війни.

## Біографія
Петраковський Анатолій Йосипович народився в селі Нижня Сафронівка, Новоодеський район, Миколаївська область 28 грудня 1901 в сім'ї селянина — українця. Закінчив 6 класів. У вересні 1922 року вступив до лав Червоної Армії і проходив службу червоноармійцем у складі 3-го стрілецького полку Окремої Кавказької Червонопрапорної армії. З жовтня 1923 р. — курсант владикавказьких піхотних курсів червоних командирів, по закінченні з квітня 1924 був старшиною 39-го стрілецького полку 13-ї Дагестанської стрілецької дивізії в Дербенті. Вирішивши стати військовим, Петраковський Анатолій Йосипович у 1924–1927 роках навчається у Владикавказькій піхотній школі комскладу. По її закінчені повертається у 13-у Дагестанську стрілецьку дивізію, де був старшиною 39-го стрілецького полку, командиром взводу, помічником політрука роти, командира роти, начальником продовольчо-фуражного постачання полку, старшим ад'ютантом батальйону й командиром батальйону 37-го стрілецького полку.
Під час радянсько-фінляндської війни 1939–1940 років командував батальйоном 554-го стрілецького полку 138-ї стрілецької дивізії 7-ї армії Північно-Західного фронту. Вже в ході війни проявляється талант полководця: 11 лютого 1940 року батальйон під командуванням капітана А. І. Петраковського прорвав дві лінії дротяних загороджень і увірвався в окопи противника, потім відбив до 5 контратак противника й утримав захоплений рубіж в районі 1,5 км на захід населеного пункту Хотин. За цей бій йому присвоєно звання Героя Радянського Союзу з врученням ордена Леніна і медалі «Золота Зірка» (№ 320). З лютого 1940 року перебував на посаді командира 768-го стрілецького полку цієї ж дивізії. Служба переривається лікуванням та відпусткою через хворобу, а в липні того ж року капітан направляється на навчання до Військової академії РСЧА ім. М. В. Фрунзе.
Німецько-радянську війну А. І. Петраковський зустрів у званні підполковника. 20 серпня 1941 року, пізно ввечері його терміново викликали в Управління по командному й начальницькому складу РСЧА і зачитали наказ наркома про його призначення командиром 395-ї Шахтарської стрілецької дивізії Харківського військового округу, яку належало ще сформувати. Пунктом формування став Луганськ. Однією з умов входження до дивізії було те, що червоноармійці, відокремлені командири, помкомвзводу й старшини повинні були бути з числа тих, хто в Червоній Армії відслужив 2, щонайбільше 3 роки тому. Виліт до Харкова затримався до 22 серпня через несприятливі погодні умови, але йому було визначено конкретну дату формування: 15 жовтня 1941 рік. По завершенні формування на початку жовтня дивізія була переправлена на Південний фронт, де увійшла до складу 9-ї армії і брала участь у Донбаській оборонній операції, вела оборонні бої під Маріуполем.
У середині жовтня дивізія входить до складу 18-ї армії цього ж фронту й бере участь у київських оборонній та наступальній операції, потім влітку 1942 р. — у Воронезько-Ворошиловградській оборонній операції. Дається взнаки командно-адміністративна система в армії, наслідком якої липні 1942 року стало відсторонення від посади «за систематичне невиконання наказів командувача 18-ю армією і ухилення від бою». Після розгляду справи, яку проводила Військова рада за присутністю С. М. Будьонного і Л. М. Кагановича він був допущений до посади командувача оперативною групою військ на Пшадському напрямку Північно-Кавказького фронту. З вересня того ж року — заступник командувача 47-ю армією, з листопада — командувач Туапсинським оборонним районом.
Ставши заступником командувача 18-ю армією, у лютому 1943 року, брав участь у Краснодарській наступальної операції і у визволенні м. Краснодар. А. І. Петраковський, в чині генерал-майора, у серпні 1943 року брав участь у битві за Дніпро, командуючи 57-м стрілецьким корпусом 37-ї армії 2-го Українського фронту.
У бойовій характеристиці того часу зазначалось:
|  | Як командир корпусу проявив себе з негативного боку. З покладеними на нього завданнями по керівництву військами не справляється. Часто приймає непродумані рішення, що вносять плутанину в управління військами. У складних умовах бою втрачається і керування військами організувати не може ... |

Через хворобу з січня 1944 А. І. Петраковський перебував на лікуванні, а з березня — у резерві Ставки. В цьому ж році продовжив навчання у Вищій військовій академії ім. К. Є. Ворошилова, по закінчені якої у червні 1945 року призначений заступником командувача 16-ю армією Далекосхідного фронту, яка згодом була включена до складу 2-го Далекосхідного фронту. У ході радянсько-японської війни 1945 року війська армії в ході Південно-Сахалінської операції звільнили Південний Сахалін та взяли участь у Курильській десантній операції.
Після війни генерал-майор А. І. Петраковський проходив службу у Військовій академії ім. М. В. Фрунзе, Згодом він начальник курсу навчального відділення Курсів удосконалення командирів стрілецьких дивізій при цій академії. З квітня 1949 року очолив військове управління штабу Радянської військової адміністрації в Німеччині, з березня 1950 року — військовий відділ Керуючого справами Радянської контрольної комісії в Німеччині. У січня 1951 року А. І. Петраковський переведений до Одеського військового округу на посаду начальника Управління бойової та фізичної підготовки штабу. У травні 1952 року отримав призначення начальника військової кафедри Свердловського юридичного інституту. В листопаді 1956 року А. І. Петраковський виходить у відставку. Помер 3 вересня 1969 року у місті Ростов-на-Дону.

## Нагороди
Нагороджений 2 орденами Леніна, 3 орденами Червоного Прапора, орденами Суворова 2-го ступеня, Кутузова 2-го ступеня, медалями.

## Пам'ять
Петраковський Анатолій Йосипович почесний громадянин міста Красний Луч із травня 1965 року та Луганська із жовтня 1968 року.